# 라드나시리 카툰

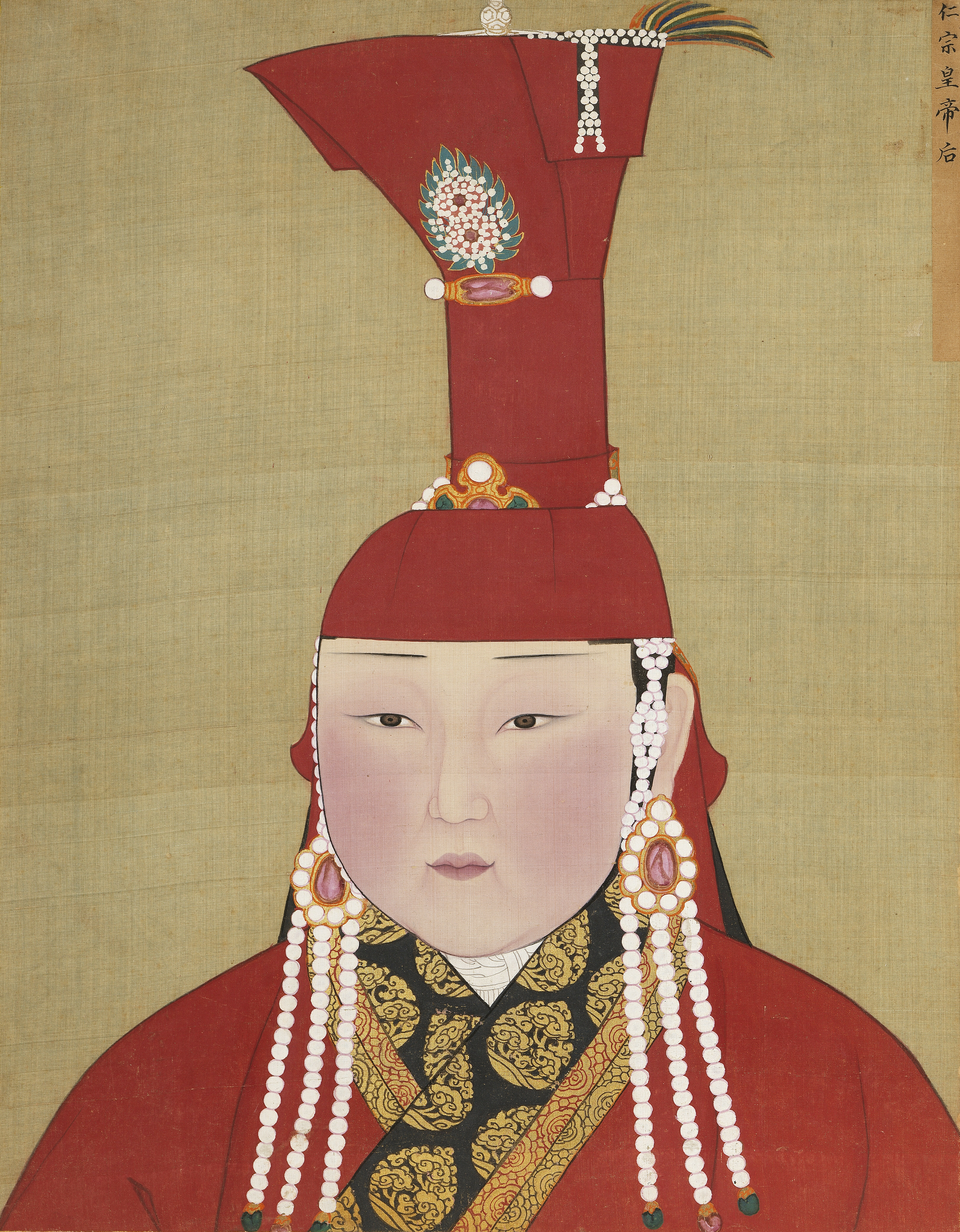
인종황제후(仁宗皇帝后)

옹기라트 라드나시리(한국 한자: 弘吉剌阿纳失失里 홍길랄아납실실리, ? ~ 1322년)는 원 인종 아유르바르와다(爱育黎拔力八達)의 황후(재위:1313년 ~ 1320년)이자 원 영종 시디발라(硕德八剌)의 생모였다. 성(姓)은 옹기라트씨(弘吉剌氏)이다. 
그가 언제 아유르바르와다와 결혼했는지는 알려져 있지 않다. 1302년 2월 22일 아들 시데발라를 낳았다. 황경 2년(1313년) 3월에 인종으로부터 황후로 책봉되었다. 
1316년 인종은 형 무종의 아들을 후계자로 삼겠다는 약속 대신, 자신의 아들 시데발라를 황태자로 삼았다. 이는 옹기라트부와 다기 카툰의 뜻이었다. 시데발라가 황태자가 되자 라드나시리 여왕의 영향력이 커졌지만, 그녀는 두 왕의 어머니인 다기 카툰의 세력보다는 한수 아래였다. 라드나시리 카툰은 다기 카툰처럼 정치에 관여하지 않고 겸손하게 행동했다.
연우 7년 3월 1일(1320년) 인종이 붕어(崩御)하고, 1320년 4월 19일 그녀의 아들 시데발라 태자가 영종으로 즉위하자 그녀는 황태후가 되었다. 지치 2년(1322년)에 라드나시리가 붕어하자, 영종은 그녀에게 장의자성황후(莊懿慈聖皇后)라는 시호를 내렸다. 태정 4년(1327년) 8월 원 태정제 예순테무르(也孫鐵木兒)는 그녀의 시호를 선자혜성황후(宣慈惠聖皇后)라 하였다.
| 전임 친케 | 원나라의 황후 1313년 ~ 1320년 | 후임 수가바라 |